# 抽象代数逻辑
抽象代数逻辑(AAL)是研究代数类关联于逻辑系统的方式和这些代数类如何与逻辑系统交互的数理逻辑领域。

## 概述
代数逻辑起源的原型和后续发展的核心基础是在布尔代数类和经典命题演算之间的关联。这种关联是乔治·布尔在1850年代发现的，并被其他人特别是 Ernst Schröder 在1890年代所精致。这项工作在阿尔弗雷德·塔斯基和他的学生 Adolf Lindenbaum 在1930年代提出的 Lindenbaum-Tarski代数中达到顶点。
经典代数逻辑包括所有代数逻辑的工作直到大约1960年研究用来“代数化”对特定逻辑研究有价值的指定逻辑系统的指定代数类的性质。一般的说，与逻辑系统的关联的代数都是某种类型的格，除了格补运算之外可能增补了一个或多个一元运算。
抽象代数逻辑是1950年代和1960年代期间随着 Helena Rasiowa、Roman Sikorski、Los 和 Suszko 等人的工作在波兰发展出来的代数逻辑现代子领域。它在1980年代随着波兰逻辑学家 Janusz Czelakowski、荷兰逻辑学家 Willem Blok 和美国逻辑学家 Don Pigozzi 的出版物而达到成熟。AAL 的焦点从与特定逻辑系统关联的特定代数类的研究转移到了:
1. 与其成员都满足特定抽象逻辑性质的逻辑系统类关联的代数类；
2. 使一类代数变成给定逻辑系统的“代数对应者”的过程；
3. 在一类逻辑系统所满足的元逻辑性质和被它们的代数对应者所满足的相应代数性质之间的关系。

从经典代数逻辑到抽象代数逻辑的历程可比喻为从“现代”或抽象代数(比如，群、环、模、域等的研究)到泛代数(任意满足特定抽象性质的相似类型的代数类的研究)的历程。
开发抽象代数逻辑的两个主要动机密切联系于上述要点 (1) 和 (3)。关于 (1)，转移的关键步骤是 Rasiowa 的工作发起的。她的目标是抽象出对经典命题演算和布尔代数和其他密切关联的逻辑系统中成立的结果和方法，在让这些结果和方法可以应用于更广泛的命题逻辑种类的方式下。
(3) 归功于 Blok 和 Pigozzi 探索在各种逻辑系统上的不同形式的周知于经典命题演算和一阶逻辑的演绎定理的联合工作。他们把这个各种形式演绎定理关联于这些逻辑系统的代数对应者的性质。
抽象代数逻辑已经变成代数逻辑的良好确立的子领域，有很多深入和有价值的成果。这些成果解释了不同类的逻辑系统的很多性质，以前它们只有个案解释或包裹在神秘之中。AAL 最重要的成就可能是把命题逻辑划分成了层级，叫做抽象代数层级或莱布尼兹层级，它的不同层粗略的反映了在特定层的逻辑和它关联的代数类之间的结合的力量。逻辑在这个层级中的位置确定了使用已知的代数方法和技术可以研究这个逻辑的范围。一旦一个逻辑被指派了这个层级中一个层，你就可以从结果库中汲取强大的能量，它已经积累了 30 多年了，支配着位于同一层的所有代数。

## 例子
| 逻辑系统     | 代数结构                       |
| 命题逻辑     | 布尔代数                       |
| 直觉命题逻辑 | Heyting代数                    |
| 命题模态逻辑 | 带有算子的布尔代数             |
| 一阶逻辑     | 圆柱代数 多元代數 謂詞函子邏輯 |
| 集合論       | 組合子邏輯 關係代數            |

## 引用
- W. Blok, D. Pigozzi. Algebraizable logics. Memories of the AMS, 77(396), 1989.
- J. Czelakowski. Protoalgebraic Logics. Kluwer, 2001
- J.M. Font, R. Jansana. A General Algebraic Semantics for Sentential Logics. Lecture Notes in Logic 7, Springer-Verlag 1996
- J.M. Font, R. Jansana, D. Pigozzi. A survey of abstract algebraic logic. Studia Logica 74(1-2):13-79, 2003.